# Landkreis Chemnitzer Land
Landkreis Chemnitzer Land – były powiat w rejencji Chemnitz, w niemieckim kraju związkowym Saksonia.
Od 1 sierpnia 2008 wchodzi on w skład Landkreis Zwickau.
Stolicą powiatu był Glauchau.
Miasta
- Glauchau (25 760)
- Hohenstein-Ernstthal (16 344)
- Lichtenstein/Sa. (13 370)
- Limbach-Oberfrohna (26 597)
- Meerane (16 937)
- Oberlungwitz (6596)
- Waldenburg (4529)

Gminy
- Bernsdorf (2536)
- Callenberg (5623)
- Gersdorf (4444)
- Niederfrohna (2519)
- Oberwiera (1211)
- Remse (1942)
- Schönberg (1003)
- St. Egidien (3603)

Wspólnoty administracyjne
- Wspólnota administracyjna Limbach-Oberfrohna; gmina Limbach-Oberfrohna i Niederfrohna
- Wspólnota administracyjna Meerane; gmina Meerane i Schönberg
- Wspólnota administracyjna Rund um den Auersberg; gminy Bernsdorf, Lichtenstein (siedziba) i Sankt Egidien
- Wspólnota administracyjna Waldenburg; gminy Oberwiera, Remse i Waldenburg